# Signe Hornborg
Signe Hornborg, née le 8 novembre 1862 à Turku et morte le 6 décembre 1916 à Helsinki, est une architecte finlandaise. À la réception de son diplôme d'architecte en 1890, elle devient la première femme architecte officielle en Europe.

## Biographie

### Formation
Signe Hornborg naît en 1862 à Turku en Finlande. Elle fréquente l'Institut polytechnique d'Helsinki à partir du printemps 1888. Grâce à une autorisation spéciale, car les femmes n'étaient pas admises, elle obtient son diplôme d'architecte en 1890. Elle est la première femme connue à recevoir ce diplôme en Europe,. La Finlande est le premier pays européen à autoriser une femme à exercer cette profession.

### Carrière
Signe Hornborg commence sa carrière en collaborant avec Elia Heikel, puis rejoint l'agence de Lars Sonck,.

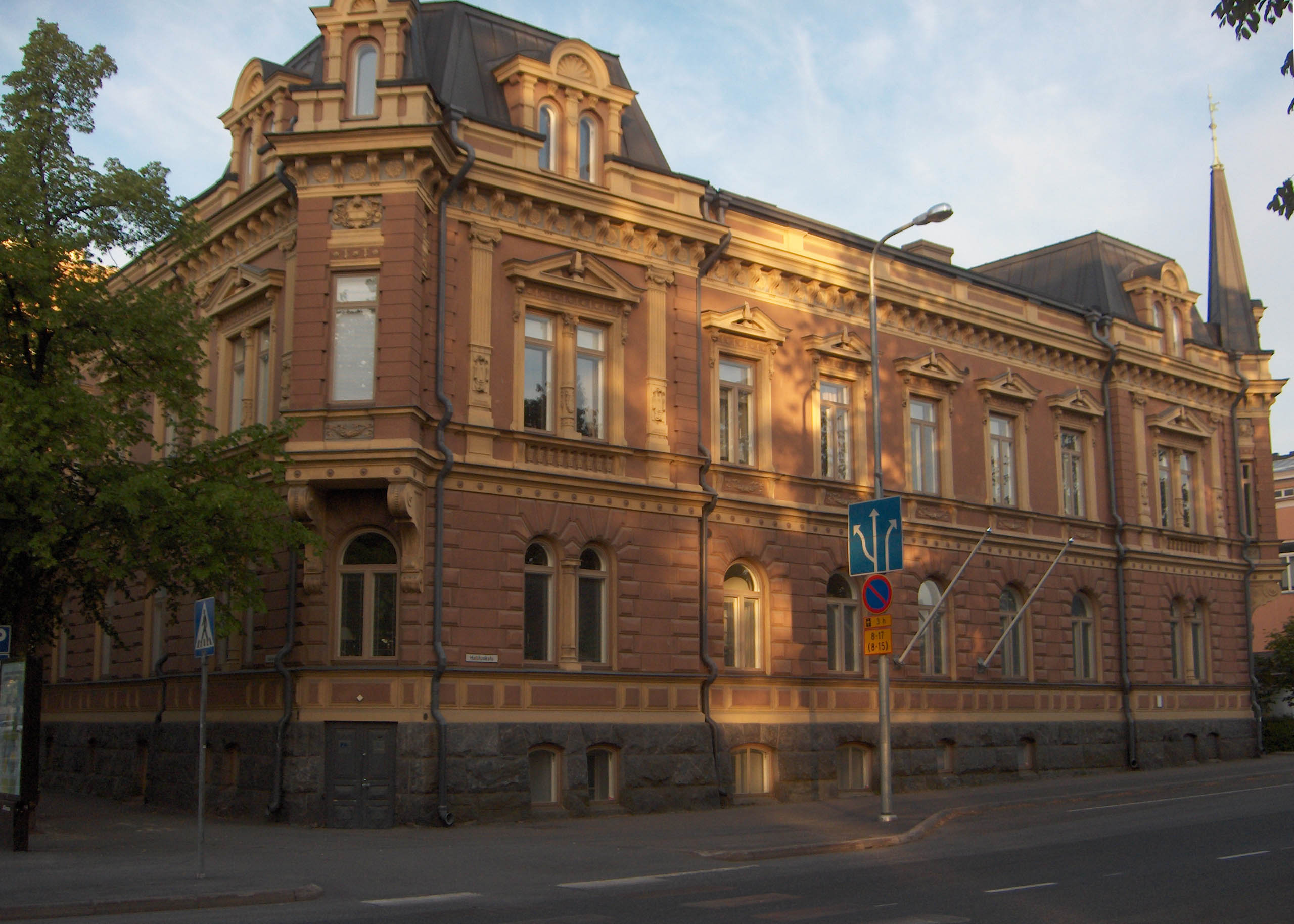
Signe Hornborg: Signelinna à Pori (1892).

L'une de ses réalisations la plus remarquée est la Signelinna (également connue sous le nom de Newanderin talo ou Newander House) à Pori (1892). À l'époque, il est mal vu que les femmes conçoivent des bâtiments entiers, la profession étant en grande partie masculine. Signe Hornborg est donc contrainte de réaliser seulement la façade de l'immeuble d'appartements Sepänkatu (1887) à Helsinki.
Elle contribue également à la conception du bâtiment du service d'incendie de Hamina, sans être payée. Elle travaille aussi sur des bâtiments municipaux pour les enfants pauvres à Helsinki.
Les œuvres de Signe Hornborg possèdent un style proche du romantisme national. 
Signe Hornborg meurt le 6 décembre 1916.